# 山内隆博
山内 隆博（やまうち たかひろ、1915年3月3日 - 1990年10月6日）は、日本の経営者。大和証券社長を務めた。

## 経歴
静岡県磐田市出身。1938年に東京帝国大学経済学部を卒業し、同年に住友銀行に入行し、名古屋支店長、取締役、本店支配人などを歴任。
1964年11月に大和証券専務に就任し、1965年11月に副社長を経て、1970年11月に社長に就任。1974年7月に会長に就任し、1982年から相談役を務めた。1978年から1980年までに日本証券業協会会長も務めた。
1979年11月に藍綬褒章を受章し、1985年11月に勲二等旭日重光章を受章。
1990年10月6日、肝不全のために死去。75歳没。